# International Journal of Plant Production
International Journal of Plant Production (ook IJPP) is een Iraans, aan collegiale toetsing onderworpen open access wetenschappelijk tijdschrift op het gebied van de landbouwkunde. De naam wordt in literatuurverwijzingen meestal afgekort tot Int. J. Plant Prod. Het wordt uitgegeven door de Gorgan University of Agricultural Sciences. Het eerste nummer verscheen in 2007.